# Đô la Mông Cổ
Đô la Mông Cổ là loại tiền tệ cũ của Mông Cổ, được sử dụng trong thời gian từ năm 1921 đến 1925 để thay thế ngang giá cho đồng yuan Trung Quốc được sử dụng trước đó. Đồng đô la Mông Cổ này được Ngân khố chính phủ Mông Cổ phát hành chỉ ở dạng tiền giấy với mệnh giá 10, 20, 50 và 100. Vào năm 1925, đồng tiền này lại được thay bằng Tögrög.